# Раково
Раково — село в Україні, в Закарпатській області, Перечинському районі. 
Перша згадка у 1567 році.
У 1751 р. в селі була дерев'яна церква святого Миколая з двома дзвонами, «образами слабо украшена».
На початку ХХІ століття — типова мурована церква. Відомо, що церква була вкрита шинґлами до 1922 р., коли погоріла. У 1923 р. її відремонтували, дахи вкрили бляхою. Церкву також ремонтували в 1969 та 1986 роках. Під час останнього ремонту замінили старий іконостас. Біля церкви стоїть каркасна дерев'яна дзвіниця, оббита дощечками в 1992 р.

## Географія
На північному заході від села струмок Костилів впадає у річку Тур'ю.

## Туристичні місця
- храм святого Миколи Чудотворця. 1822.
- долина річки Туря

## Населення
Згідно з переписом УРСР 1989 року чисельність наявного населення села становила 1017 осіб, з яких 467 чоловіків та 550 жінок.
За переписом населення України 2001 року в селі мешкало 759 осіб.

### Мова
Розподіл населення за рідною мовою за даними перепису 2001 року:
| Мова       | Кількість | Відсоток |
| ---------- | --------- | -------- |
| українська | 773       | 98.6%    |
| російська  | 11        | 1.4%     |
| Усього     | 784       | 100%     |

## Відомі люди
У селі народились:
- Заяць Михайло Степанович — живописець і художник кіно.
- Малеш Іван Петрович — український волейболіст.
- Ходанич Петро Михайлович — український письменник, колишній голова Закарпатської обласної організації Спілки письменників України.